# Persone di cognome Tucker
| Questa pagina contiene informazioni ricavate automaticamente dalle voci biografiche con l'ausilio del template Bio e di un bot. L'aggiornamento è periodico e automatico e ricostruisce completamente la pagina. Se manca una persona in questa lista, sei pregato di non aggiungerla, ma accertati piuttosto che la sua voce biografica contenga il template Bio e che i dati anagrafici siano correttamente compilati. Se il template Bio manca, inseriscilo tu stesso o, in alternativa, metti l'avviso {{tmp\|Bio}} che ne segnala la mancanza. Se i dati riportati sono sbagliati, correggi direttamente la voce biografica; le modifiche saranno visibili in questa lista entro pochi giorni. Per chiarimenti vedi il progetto antroponimi. La lista contiene solo le 62 persone che sono citate nell'enciclopedia e per le quali è stato implementato correttamente il template Bio. Pagina aggiornata al 8 apr 2025. |

Questa è una lista di persone presenti nell'enciclopedia che hanno il cognome Tucker, suddivise per attività principale.

## Alpinisti(1)
- Charles Comyns Tucker, alpinista e esploratore inglese (n. 1843 - † 1922)

## Astronomi(2)
- Richard Hawley Tucker, astronomo statunitense (Wiskasset, n. 1859 - † 1952)
- Roy A. Tucker, astronomo statunitense (Jackson, n. 1951 - Tucson, † 2021)

## Attori(7)
- Brett Tucker, attore australiano (Melbourne, n. 1972)
- Chris Tucker, attore e comico statunitense (Atlanta, n. 1971)
- Forrest Tucker, attore statunitense (Plainfield, n. 1919 - Los Angeles, † 1986)
- Jonathan Tucker, attore statunitense (Boston, n. 1982)
- Michael Tucker, attore statunitense (Baltimora, n. 1945)
- Richard Tucker, attore statunitense (New York, n. 1884 - Woodland Hills, † 1942)
- Robbie Tucker, attore statunitense (Michigan, n. 2001)

## Attori pornografici(1)
- Cole Tucker, attore pornografico statunitense (New York, n. 1953 - Palm Springs, † 2015)

## Attrici(2)
- Tia Texada, attrice statunitense (Lake Charles, n. 1971)
- Nana Visitor, attrice statunitense (New York, n. 1957)

## Bassisti(1)
- Steve Tucker, bassista e cantante statunitense (Cincinnati, n. 1971)

## Batteriste(1)
- Maureen Tucker, batterista statunitense (New York, n. 1944)

## Bobbisti(1)
- Nion Tucker, bobbista statunitense (Suisun City, n. 1885 - San Francisco, † 1950)

## Calciatori(1)
- Andrew Tucker, ex calciatore sudafricano (n. 1968)

## Cantanti(6)
- Barbara Tucker, cantante e coreografa statunitense (Brooklyn, n. 1967)
- Corin Tucker, cantante e chitarrista statunitense (Eugene, n. 1972)
- La Costa, cantante statunitense (Seminole, n. 1951)
- Rachel Tucker, cantante e attrice britannica (Belfast, n. 1981)
- Sophie Tucker, cantante, attrice e cabarettista statunitense (Tul'čyn, n. 1884 - New York, † 1966)
- Tanya Tucker, cantante statunitense (Seminole, n. 1958)

## Cestisti(13)
- Al Tucker, cestista statunitense (Dayton, n. 1943 - Dayton, † 2001)
- Dar Tucker, cestista statunitense (Saginaw, n. 1988)
- Jim Tucker, cestista statunitense (Paris, n. 1932 - Jacksonville, † 2020)
- Trent Tucker, ex cestista statunitense (Tarboro, n. 1959)
- Alando Tucker, ex cestista statunitense (Lockport, n. 1984)
- Anthony Tucker, ex cestista statunitense (Washington, n. 1969)
- P.J. Tucker, cestista statunitense (Raleigh, n. 1985)
- Clay Tucker, ex cestista statunitense (Lima, n. 1980)
- Cliff Tucker, cestista statunitense (El Paso, n. 1989 - Balmorhea, † 2018)
- Dakarai Tucker, cestista statunitense (Los Angeles, n. 1994)
- Gerald Tucker, cestista e allenatore di pallacanestro statunitense (n. 1922 - † 1979)
- Michael Tucker, cestista australiano (Melbourne, n. 1954 - † 2012)
- Rayjon Tucker, cestista statunitense (Charlotte, n. 1997)

## Discoboli(1)
- Russell Tucker, discobolo sudafricano (Barberton, n. 1990)

## Filosofi(1)
- Benjamin Tucker, filosofo statunitense (South Dartmouth, n. 1854 - Principato di Monaco, † 1939)

## Giocatori di baseball(1)
- Kyle Tucker, giocatore di baseball statunitense (Tampa, n. 1997)

## Giocatori di football americano(3)
- Justin Tucker, giocatore di football americano statunitense (Houston, n. 1989)
- Sean Tucker, giocatore di football americano statunitense (Owings Mills, n. 2001)
- Tre Tucker, giocatore di football americano statunitense (Akron, n. 2001)

## Ingegneri(1)
- Preston Tucker, ingegnere e imprenditore statunitense (Capac, n. 1903 - Ypsilanti, † 1956)

## Matematici(1)
- Albert Tucker, matematico canadese (Oshawa, n. 1905 - Hightstown, † 1995)

## Musicisti(1)
- Bobby Tucker, musicista statunitense (n. 1923 - † 2008)

## Nuotatori(1)
- Scott Tucker, ex nuotatore statunitense (Birmingham, n. 1976)

## Ornitologi(1)
- Bernard Tucker, ornitologo britannico (Hampstead, n. 1901 - Hertfordshire, † 1950)

## Politici(2)
- George Tucker, politico e storico statunitense (Bermuda, n. 1775 - Virginia, † 1861)
- Jim Guy Tucker, politico e avvocato statunitense (Oklahoma City, n. 1943 - Little Rock, † 2025)

## Produttori discografici(2)
- Jahlil Beats, produttore discografico e beatmaker statunitense (Chester, n. 1988)
- BloodPop, produttore discografico e musicista statunitense (Kansas City, n. 1990)

## Pugili(1)
- Tony Tucker, ex pugile statunitense (Grand Rapids, n. 1958)

## Registi(3)
- Anand Tucker, regista e produttore cinematografico thailandese (Bangkok, n. 1963)
- Duncan Tucker, regista e sceneggiatore statunitense
- George Loane Tucker, regista, attore e sceneggiatore statunitense (Chicago, n. 1872 - Los Angeles, † 1921)

## Sceneggiatrici(1)
- Raelle Tucker, sceneggiatrice e produttrice televisiva statunitense (Santa Fe)

## Scrittori(2)
- Larry Tucker, scrittore, produttore cinematografico e attore statunitense (Filadelfia, n. 1934 - Santa Monica, † 2001)
- Wilson Tucker, scrittore statunitense (Deer Creek, n. 1914 - St. Petersburg, † 2006)

## Tastieristi(1)
- Paul Tucker, tastierista e compositore britannico (Londra, n. 1968)

## Tenori(1)
- Richard Tucker, tenore statunitense (New York, n. 1913 - Kalamazoo, † 1975)

## Tiratrici a segno(1)
- Mary Tucker, tiratrice a segno statunitense (Pineville, n. 2001)

## Vescovi anglicani(1)
- Henry St. George Tucker, vescovo anglicano statunitense (Warsaw, n. 1874 - Richmond, † 1959)